# Східна область (Буркіна-Фасо)
Східна (фр. Est) — область на сході Буркіна-Фасо.
- Адміністративний центр — місто Фада-Нґурма.
- Площа — 46 256 км², населення — 1 209 399 чоловік (2006).

## Географія
На південному заході межує з Східно-Центральною областю, на північному заході з Північно-Центральної областю, на півночі з областю Сахель, на північному сході з Нігером, на південному сході з Беніном, на півдні з Того.
У Східній, вельми бідно заселеній області знаходяться найбільші національні парки і природні резервати Буркіна-Фасо, в тому числі національний парк Арлі. Західніше міста Пама знаходиться озеро Комп'єнга.

## Населення
Корінне населення переважно належить до народності ґурма. Тепер[коли?] Східну область населяють також численні мігранти з народів мосі і фульбе.

## Адміністративний поділ
В адміністративному плані поділяється на 5 провінції:
| № | Провінція  | Адм. центр  | Населення, чол. (2006) |
| - | ---------- | ----------- | ---------------------- |
| 1 | Няня       | Боганде     | 407739                 |
| 2 | Ґурма      | Фада-Нґурма | 304169                 |
| 3 | Комонджарі | Гаєрі       | 80047                  |
| 4 | Комп'єнга  | Пама        | 75662                  |
| 5 | Тапоа      | Діапага     | 341782                 |

## Економіка
Попри те, що в області видобуваються корисні копалини, у тому числі золото і мідь, головним заняттям жителів залишається сільське господарство.